# Bauernhof Heribertstraße 34

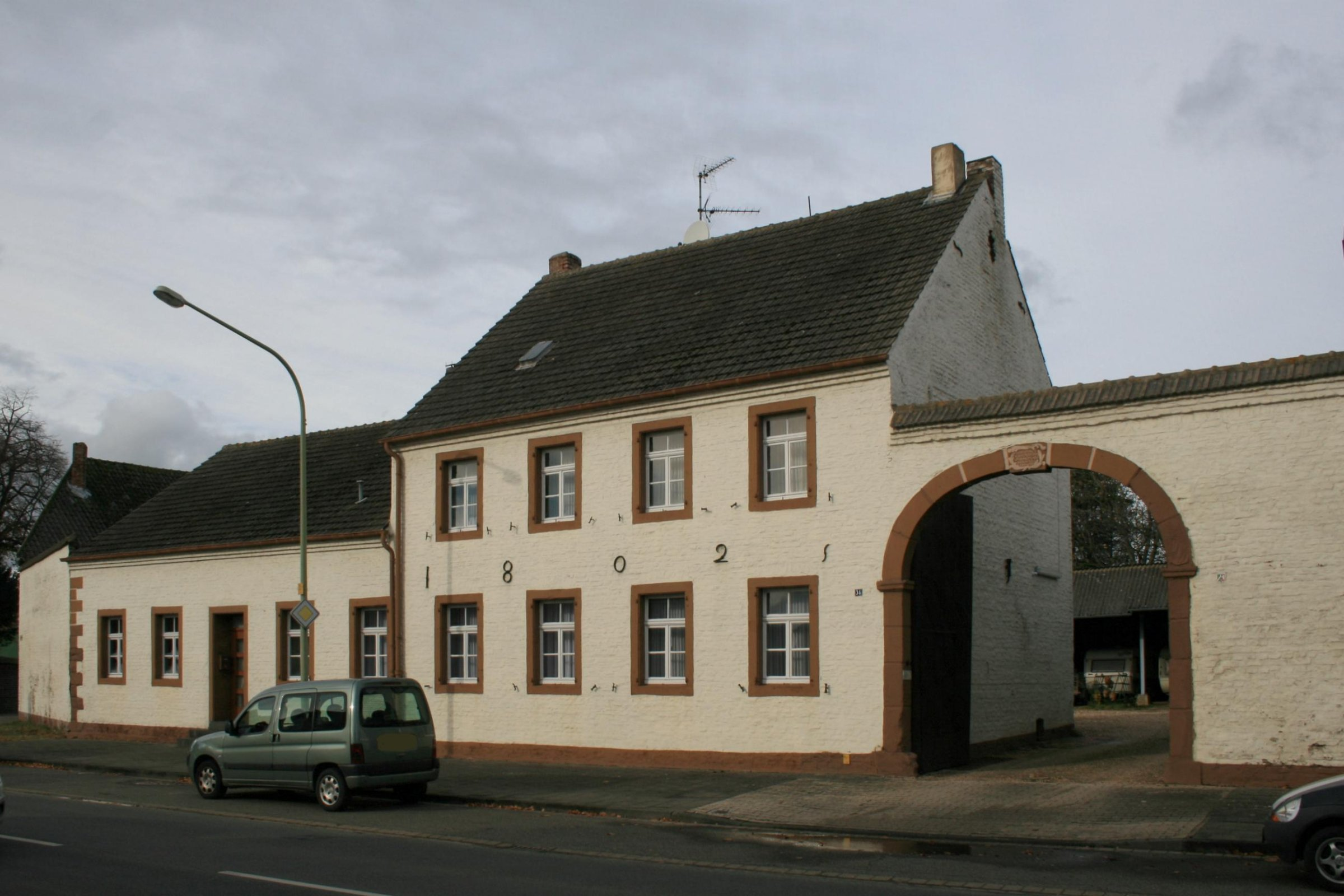
Straßenansicht des Hofes

Der Bauernhof Heribertstraße 34 befindet sich in Eschweiler über Feld, einem Ortsteil der Gemeinde Nörvenich im Kreis Düren, Nordrhein-Westfalen.
Der Bauernhof wurde im Jahre 1802 erbaut. Darauf lässt die Jahreszahl in  einem Maueranker schließen. Die Hofanlage ist aus Backsteinen gemauert. Das Wohnhaus ist zweigeschossig, traufenständig zu vier Achsen. Die Sprossenfenster haben Werksteingewände. Das Satteldach erhebt sich über dem Traufgesims aus Backstein. Rechts an das Wohnhaus schließt sich eine korbbogige Tordurchfahrt an. Im Keilstein des Bogens steht ein lateinischer Spruch in einem Blumengebinde. Das Wirtschaftsgebäude des Hofes ist neueren Datums.
Der Hof wird seit Jahrzehnten nicht mehr bewirtschaftet.
Der Bauernhof wurde am 11. März 1985 in die Denkmalliste der Gemeinde Nörvenich unter Nr. 20 eingetragen.

## Belege
- Denkmalliste der Gemeinde Nörvenich (PDF; 108 kB)

Koordinaten: 50° 48′ 42,9″ N, 6° 35′ 2,7″ O